# Mike Mitchell
Mike Mitchell (18. listopada 1970.) američki je filmski redatelj, producent, glumac i animator.

## Rani život
Mitchell je rođen u Oklahoma Cityju, Oklahomi, sin je odvjetnika i bivšeg predsjednika odbora za pomilovanje i uvjetni otpust Oklahome, Roberta Mitchella i majke Julije Baker. Prema njegovom ocu, "Mitchellovi darovi za umjetničke slike otkriveni su rano." Diplomirao je na višoj školi Putnam City North, a za to vrijeme bio je vrlo angažiran u umjetnosti, a potom se preselio u Los Angeles kako bi pohađao Kalifornijskom institutu za umjetnost. Za vrijeme njegova boravka tamo, postojao je zahtjev za mladim animatorima koji su ga doveli u televiziju.
Radeći za filmske stvaraoce kao što su Tim Burton i Spike Jonze, Mitchell je postao ilustrator. Ima jednu stariju sestru, Suzanne Mitchell Robertson.

## Karijera
Karijeru je započeo kao redatelj Matta O'Callaghana The Itsy Bitsy Spider. Prvo je stekao kritičku pozornost kada je pisao, producirao i režirao kratki film Herd, koji je osvojio nekoliko nagrada filmskih festivala, uključujući nagradu Spirit of Slamdance na Slamdance festivalu 1999. godine. Iste je godine svoj dugometražni redateljski debi imao s komedijom Deuce Bigalow: Muški žigolo, u kojoj glumi Rob Schneider. Radio je za razne tvrtke, uključujući: Disney, DreamWorks, MTV, Nickelodeon, Universal i Sony.
Režirao je filmove: Alvin i vjeverice 3, Surviving Christmas i Sky High. Prva dva su dobila negativne kritike, dok je treći dobio pozitivne. Godine 2006. pridružio se DreamWorks Animationu i radio je na trećem nastavku Shreka i bio je kreativni savjetnik za Kung Fu Pandu. Kasnije je režirao film Shrek Forever After.
On je također posudio glas za više likova u animiranim filmovima: Monsters vs. Aliens i za lik Andy Beanstala u Mačku u čižmama. Također je režirao žive akcijske sekvence na filmi Spužva Bob skockani: Spužva na suhom. Ne radi samo na filmovima, nego i na televiziji. Režirao je i napisao nekoliko epizoda crtanog filma Spužva Boba. Mitchell je također režirao animirani film Lego film 2, koji je objavljen 8. veljače 2019. godine, na pozitivne kritike. Mitchell će također snimati Nightcrawlera, nadnaravnu akcijsku komediju, nastavak Sky Higha i živu akciju / animiranu adaptaciju pjesme Puff, Magic Dragon.